# 青森県道144号平賀門外線
青森県道144号平賀門外線（あおもりけんどう144ごう ひらかかどけせん）は、青森県平川市から弘前市に至る一般県道である。

## 概要
弘南鉄道弘南線の平賀駅の西、平川市本町の青森県道109号弘前平賀線交点から始まり、ほぼ西へ進み、弘南線と交差して終点まで弘南線の南側を通る。国道7号弘前バイパスと交差した後に弘前市門外2丁目の青森県道260号石川百田線交点・門外交差点で路線が終わる。

### 路線データ
- 起点 : 平川市[1]
- 終点 : 石川百田線交点（弘前市大字門外）[1]

## 歴史
- 1961年（昭和36年）2月10日 - 青森県が県道に認定する[1]。

## 地理

### 通過する自治体
- 平川市
- 弘前市

### 交差する道路
- 青森県道109号弘前平賀線（平川市本町、起点）
- 青森県道41号弘前環状線（平川市館田）
- 国道7号弘前バイパス（弘前市川合・堀越東側交差点）
- 青森県道260号石川百田線・羽州街道（弘前市大字門外・門外交差点、終点）

### 沿線の施設など
- 平川市立平賀西中学校
- 弘南鉄道弘南線 館田駅（県道41号経由）
- 平川